# Embalse de usos múltiples
Los modernos embalses son concebidos en general para usos múltiples, estos pueden ser:
- Usos que consumen agua:
  - Abastecimiento de agua para uso humano e industrial
  - Riego
  - Dilución de poluentes

- Usos que no consumen agua:
  - Acuicultura y pesca deportiva;
  - Actividades recreacionales;
  - Control de avenidas
  - Generación de energía eléctrica, mediante centrales convencionales, si bien no consumen agua, la restituyen en un punto diferente del que la han tomado;
  - Generación de energía eléctrica, mediante usinas reversibles.

## Gestión de un embalse de usos múltiples
La gestión de un embalse de usos múltiples puede involucrar a organismos muy diversos como son, por ejemplo:
- Junta de usuarios de un sistema de riego;
- Empresa concesionaria del servicio de abastecimiento de agua potable;
- Compañías generadoras de energía eléctrica;
- Empresas productoras de los más variados tipos;
- Organismos oficiales encargados del control de avenidas;
- Defensa civil;
- Operadores de turismo.

Se da frecuentemente el caso de que, cada uno de estos actores considera que el uso que él está haciendo del agua es el más importante. El gestor del embalse debe armonizar los intereses de todos los actores o usuarios, siguiendo reglas claras y transparentes. Estas son las llamadas reglas de operación.
Estas reglas de operación varían, en función de la época del año y de las disponibilidades de recursos hídricos en el embalse, o, si se dispone de una red de monitoreo de las principales variables hidrometeorológicas en determinados puntos claves, en función de la disponibilidad hídrica de la cuenca.

### Estados de un embalse de usos múltiples
Los estados en la operación del embalse son función de la disponibilidad de agua. Así, se definen reglas de actuación para:
- Situación normal: Esta es la situación que prevalece la mayor parte del tiempo. En esta situación, básicamente cada usuario recibe la cantidad de agua que se le ha asignado en la programación de largo plazo.

- Situación de exceso de agua: Se produce durante las avenidas, En estos casos se tiene una serie de estados progresivos, que implican la toma de medidas con la intención de controlar la situación de la mejor manera, causando el menor perjuicio global, los cuales se pueden definir así:

- - Situación de atención o prealerta. Se producen precipitaciones intensas en la cuenca hidrográfica, o se registra en una estación limnimétrica aguas arriba un caudal superior a la media de largo período para ese período del año. En el embalse todavía no se nota ninguna señal de preocupante, incluso el nivel del embalse puede estar por debajo de su nivel normal. En esta situación generalmente la única medida necesaria es la de incrementar la frecuencia de la verificación de las variables hidro meteorológicas. El modelo matemático de la cuenca, operado en tiempo real, permite, en esta situación, tener una estimación bastante segura de la evolución de los niveles en el embalse, en las horas siguientes, (para una cuenca pequeña y de respuesta rápida) o en los días siguientes (para una cuenca grande, y de respuesta lenta);

- - Situación de alerta. Ya se sabe, con base en los datos obtenidos por la red de monitoreo en tiempo real, y el procesamiento del modelo, que el nivel del agua en el embalse, se elevará por encima del nivel definido como máximo normal. Ya se sabe por lo tanto que deberá descargarse un caudal de agua, por el vertedero o por la descarga de fondo, superior al caudal ecológico, pero todavía inferior al caudal que pudiera causar daños aguas abajo. Si la usina hidroeléctrica no estuviera trabajando a plena carga, y fuera de interés para la concesionaria, esta podría utilizar más agua que la que se le había asignado en la programación de largo plazo, y así ahorrar combustible en usinas termoeléctricas interligadas al sistema. Es conveniente, en esta fase, alertar a la población sobre lo que está ocurriendo, sin causar alarma. Los usuarios del riego también pueden beneficiarse de un período de abundancia de agua, por ejemplo para "lavar" las parcelas donde con el tiempo se hayan acumulado sales, a lo largo del período de uso del sistema de riego;

- - Situación de alarma. La evolución de la situación hidro meteorológica de la cuenca, monitoreada por el operador del embalse, señala que deberás descargarse del embalse, en un futuro próximo, algunas horas, o algunos días, según la velocidad de respuesta de la cuenca, caudales aun mayores, los que podrán causar daños aguas abajo del embalse. Esto se hace necesario para salvaguardar la integridad de la presa, puesto que una eventual ruptura de la misma tendría efectos catastróficos para todo el valle. En este estado, se inician los procedimientos correspondientes para evacuar áreas críticas, y de esta forma mitigar los daños, se solicita la intervención de la Defensa Civil;

- - Situación de emergencia aguas abajo. Las previsiones hidro meteorológicas se han verificado, el nivel del agua en el embalse ha llegado a superar el nivel máximo operacional, y por lo tanto se estará evacuando caudales muy próximos, pero aun inferiores a los caudales que entran en el embalse tentando mantener el nivel del agua en el embalse, para que disminuya su velocidad de subida. El operador del embalse actúa en coordinación con la defensa civil, y se mantiene ampliamente informada a la población afectada sobre la evolución de la situación;

- - Situación de emergencia por la seguridad de la presa. El nivel del agua en el embalse ha alcanzado lo que se denomina el nivel "máximo maximorum", a partir de este momento está en peligro la estructura de la presa, este nivel no debe sobrepasarse bajo ningún concepto, por lo tanto el caudal descargado deberá ser igual al caudal que entra en el embalse. En esta fase se incrementarán los daños causados aguas abajo.

Como se puede ver de cuanto dicho arriba, si la operación de un embalse es correcta, en ningún momento es necesario descargar un caudal superior al que llega al embalse. Caso esa situación se dé en algún caso, se debe a una operación incorrecta, y por lo tanto el operador del embalse debe asumir su responsabilidad por los daños. El "Comité de cuenca" es una instancia adecuada, que se está implementando en varios países, para un control ciudadano del manejo de los recursos hídricos en general y de los embalses en particular.
- Situación de escasez de agua:

En una situación de escasez de agua, entran a tener un papel importante las prioridades establecidas para el uso del recurso hídrico escaso. En estos períodos, eventualmente alguno de los usuarios del embalse se verá privado del uso del agua, a favor de aquellos usuarios más prioritarios.
En este caso también, el seguimiento de las variables hidro meteorológicas, y el análisis de las mismas con el auxilio de un modelo matemático puede facilitar la administración de los consumos.

### Prioridades de los diversos usos
Las políticas para la fijación de las prioridades en el uso del agua de un embalse son muy variables, estas son influenciadas, entre otros, por alguno de los siguientes factores, con pesos que varían de caso a caso.
- Intereses del o de los propietarios del embalse;
- Facilidades existentes en la zona para abastecerse de agua desde otras fuentes;

Hay dos momentos en la definición de prioridades: en la fase de planeación del embalse, ya que a mayores usos, también se tendrán mayores costos de implementación; y en situaciones de escasez de agua, una vez construido el embalse y que éste esté operando.
En general, el abastecimiento de agua potable tiene la prioridad más elevada, en momentos de poca disponibilidad de agua.